# Ковильний (Астраханська область)
Ковильний (рос. Ковыльный) — селище у Нарімановському районі Астраханської області Російської Федерації.
Населення становить 80 осіб (2014). Входить до складу муніципального утворення Прикаспійська сільрада.

## Історія
Населений пункт розташований на території українського етнічного та культурного краю Жовтий Клин. Від 1931 року належить до Нарімановського району.
Згідно із законом від 6 серпня 2004 року органом місцевого самоврядування до 1 вересня 2016 року було Прикаспійська сільрада.

## Населення
| 2002 | 2010 | 2011 | 2013 | 2014 |
| ---- | ---- | ---- | ---- | ---- |
| 107  | ↘77  | ↗86  | ↘79  | ↗80  |